# Henry Green
Henry Green, eg. Henry Vincent Yorke, född 29 oktober 1905 nära Tewkesbury i Gloucestershire, död 13 december 1973 i London, var en brittisk författare.
"En språkkonstnär som på ett inträngande och fängslande sätt återger de mest skiftande människotypers sätt att tala. Ofta ganska triviala sammanhang ges en fascinerande air av ironisk sällsamhet. G. använder i sina romaner ett flertal djärva stilexperiment." (Litteraturhandboken, 1983)